# Srdjan Luchin
Srdjan Luchin (* 4. März 1986 in Timișoara) ist ein rumänischer ehemaliger Fußballspieler auf der Innenverteidigerposition.

## Karriere

### Verein
Srdjan Lucin ist serbischer Abstammung. Seine Karriere begann beim FCU Politehnica Timișoara in seiner Heimatstadt. In der Saison 2006/07 spielte er zunächst in der zweiten Mannschaft des Klubs in der Liga II, ehe er am 4. März 2007 erstmals in der ersten Mannschaft spielen durfte. Ab der Spielzeit 2007/08 gehörte er schließlich dem Kader der ersten Mannschaft in der höchsten rumänischen Spielklasse an. Nachdem er in der Hinrunde kaum berücksichtigt worden war, wurde er in der Rückrunde zum Stammspieler und konnte sich mit seiner Mannschaft am Saisonende für den UEFA-Pokal qualifizieren. Die Saison 2008/09 erreichte er die Vizemeisterschaft hinter Unirea Urziceni und unterlag im Pokalfinale dem CFR Cluj. In der Spielzeit 2009/10 verpasste er fast die komplette Hinrunde, erkämpfte sich den Platz im Team aber wieder zurück. Die Saison 2010/11 schloss er mit seiner Mannschaft erneut als Vizemeister ab.
Nachdem seinem Verein die Zulassung zur Spielzeit 2011/12 verwehrt worden war, verließ er Ende August 2011 seine Heimatstadt und schloss sich dem Ligakonkurrenten Dinamo Bukarest an. Dort gewann er mit dem Pokalsieg 2012 seinen ersten Titel. Anfang 2014 wechselte er gemeinsam mit seinem Teamkollegen Alexandru Curtean zu Botew Plowdiw in die bulgarische A Grupa. Im August 2014 kehrte er in sein Heimatland zurück, wo ihn Steaua Bukarest unter Vertrag nahm. Kam er dort in der Hinrunde 2014/15 noch zu neun Einsatz, verbrachte er die Rückrunde meist auf der Ersatzbank. An der Meisterschaft 2015 hatte er somit nur geringen Anteil. Im Sommer 2015 verließ er Steaua wieder und schloss sich Aufsteiger ACS Poli Timișoara an. Dort wurde er sofort zur Stammkraft in der Innenverteidigung und führte sein Team ab August 2015 als Mannschaftskapitän aufs Feld.
Anfang 2016 verpflichtete der bulgarische Erstligist Lewski Sofia Luchin. Mit seinem neuen Klub erreichte der die Vizemeisterschaft 2016 hinter Ludogorez Rasgrad.

### Nationalmannschaft
Am 10. August 2011 bestritt Luchin im Freundschaftsspiel gegen San Marino sein erstes Länderspiel, als er in der 80. Minute für Bănel Nicoliță eingewechselt wurde.

## Erfolge
- Rumänischer Vizemeister: 2009, 2011
- Rumänischer Pokalsieger: 2012, 2015
- Rumänischer Ligapokal: 2015
- Rumänischer Meister: 2015